# Anson (nome)
Anson  è un nome proprio di persona inglese maschile.

## Origine e diffusione
Il nome deriva da un cognome che significa "figlio di Agnes" o "figlio di Anne".
Si tratta di un nome non particolarmente diffuso. Il nome conobbe tuttavia un periodo di una certa popolarità negli Stati Uniti d'America tra il 1976 e il 1981 in virtù del fatto che a portare tale nome era uno dei protagonisti della celebreserie televisiva Happy Days, ovvero Anson Williams, interprete di Potsie. In quel periodo il prenome si inserì nella classifica dei 1.000 nomi più diffusi negli Stati Uniti; in seguito, rientrò in tale classifica solo a partire dal 2013.
Nel 2016, risultava al 781º posto della classifica dei nomi più diffusi negli Stati Uniti d'America.

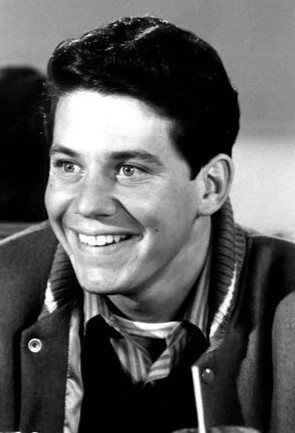
Anson Williams

## Onomastico
Il nome è adespota, cioè non è portato da alcun santo. Si può festeggiarne l'onomastico il 1º novembre, giorno di Ognissanti.

## Persone
- Anson Carter, hockeista su ghiaccio canadese
- Anson Dyer, regista, sceneggiatore, animatore, attore e direttore della fotografia britannico
- Anson Mount, attore statunitense
- Anson Williams, attore statunitense